# Musée Picasso

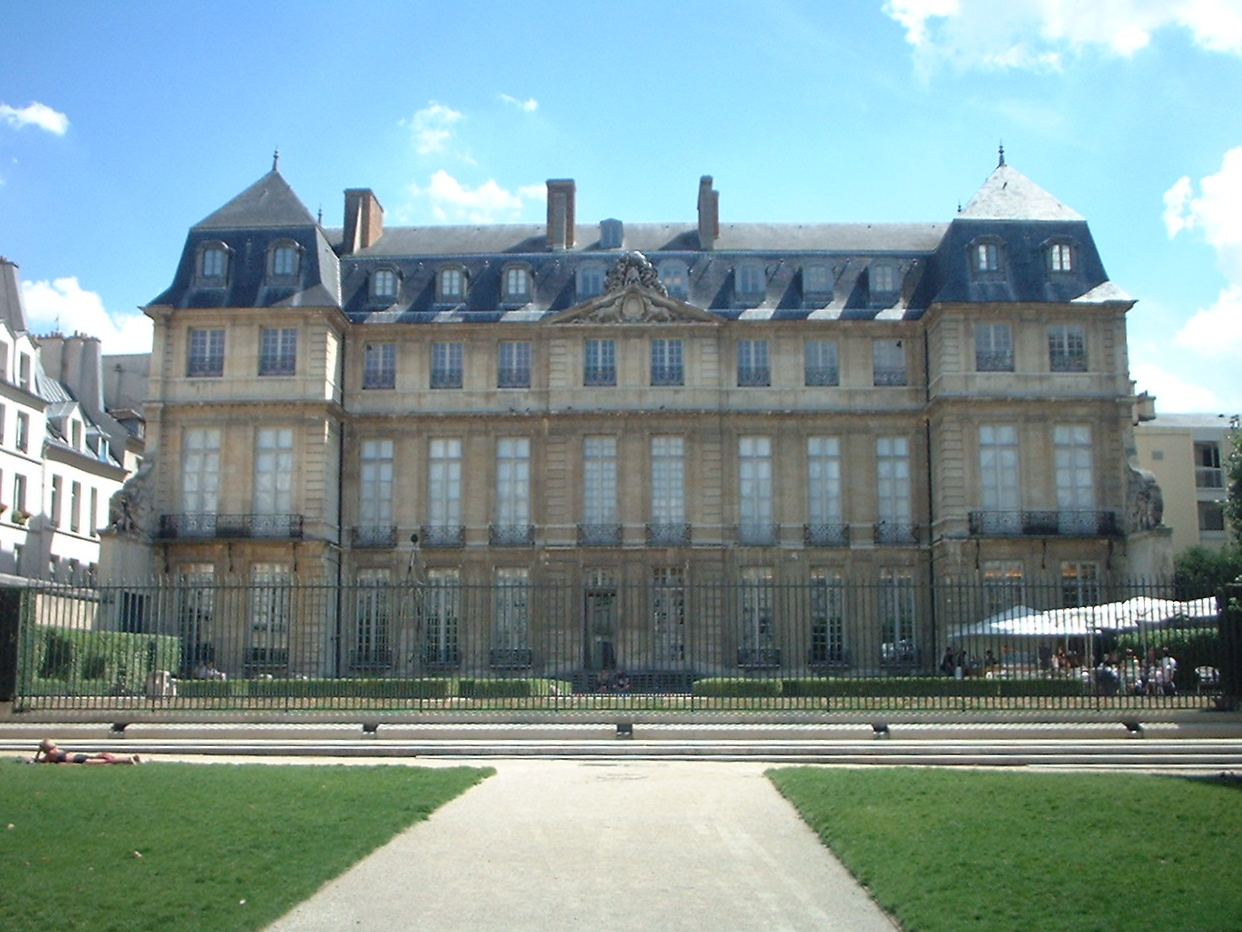
Musée Picasso se află în Hôtel Salé

Musée Picasso este unul din cele mai importante muzee din Paris. Este situat în districtul Le Marais, în Hôtel Salé, pe 5 rue de Thorigny.

## Istoric

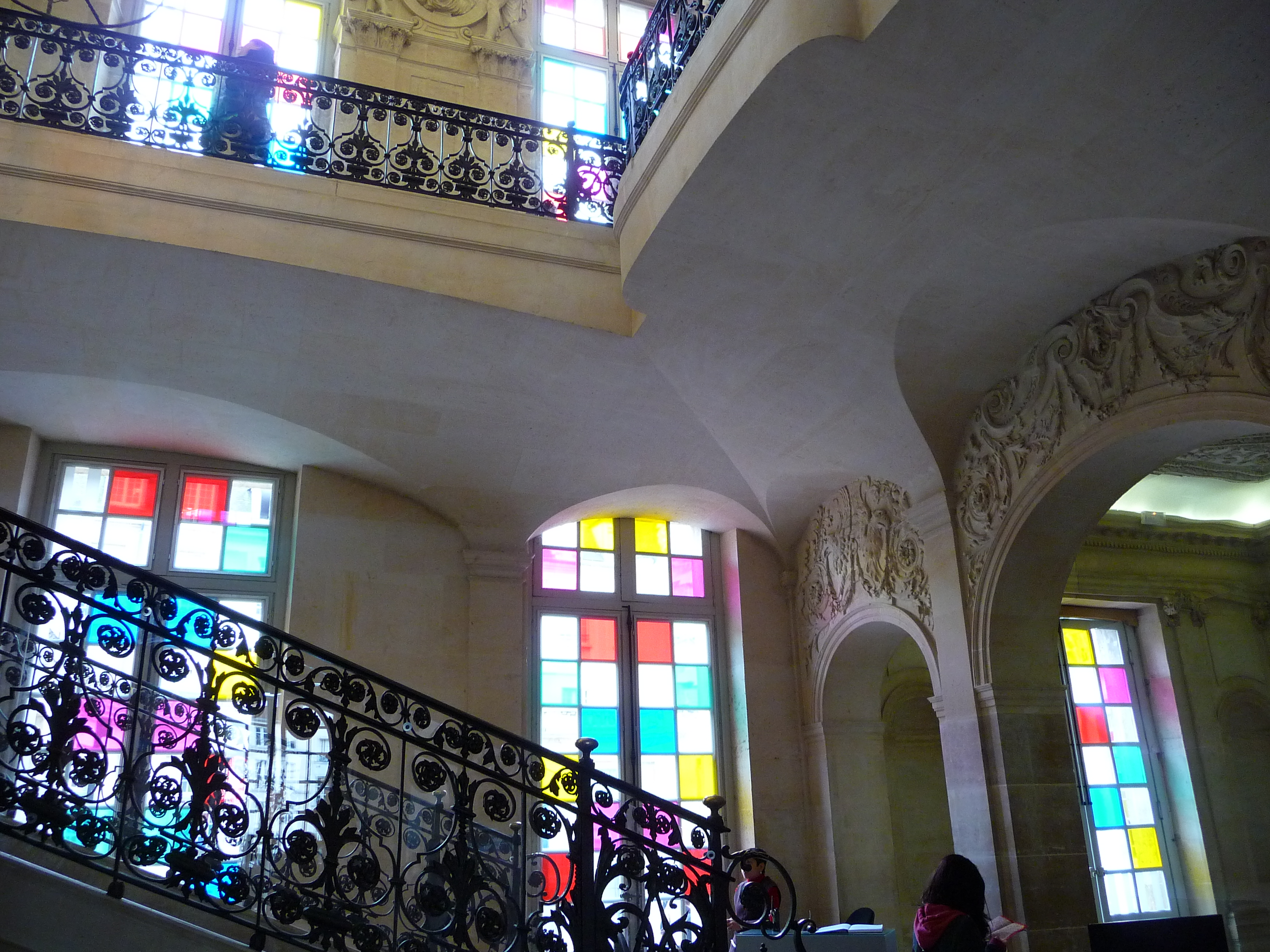
Casa scării muzeului

Casa ce găzduiește impresionanta colecție a fost construită între anii 1656 - 1659 de către Pierre Aubert, care a obținut averea colectând Taxa pe Sare (numele clǎdirii înseamnǎ "Hotelul Sǎrat"). Arhitectul este Jean Boullier, cunoscut mai ales sub numele de Jean de Bourges, a cărui operă este considerată una dintre cele mai frumoase case istorice ale districtului.
Printre cei care au trăit în această casă se numără: Ambasadorul Veneției (1671), Mareșalul de Villeroi. Clǎdirea a fost proprietatea statului pe timp de război. În 1815 a devenit școala în care a studiat Balzac. A fost apoi preluată de către stat în 1964 și transformată în monument istoric în 1968, iar între anii 1974-1980 a fost restaurată de cǎtre Bernard Vitry și Bernard Fonquernie, .
Picasso a spus:  „Eu sunt cel mai mare colecționar Picasso din lume." Până la moartea lui, survenită în 1973, reușise să strângă o impresionantă colecție a muncii sale de-a lungul vieții. Muzeul Picasso include mai mult de 3000 de lucrări semnate Pablo Picasso, incluzând schițe, ceramică și pictură. Această expoziție este completată de colecția lui Picasso însuși, ce include unele lucrări ale lui Cézanne, Degas, Rousseau, Seurat, de Chirico și Matisse. Mai sunt incluse și niște statuete iberice executate în bronz și câteva exponate de artă primitivă. Unul dintre cele mai impresionante aspecte este faptul că muzeul prezintă un număr mare de picturi pe care Picasso le-a pictat după aniversarea a 70 ani.
Există câteva încăperi cu prezentări tematice, dar muzeul urmeazǎ axa cronologicǎ a lucrărilor, expunând picturi începând cu tinerețea lui Picasso și terminând cu cele din perioada bǎtrâneții. Alte exponate includ fotografii, manuscrise și bucăți din ziarele vremii.

## Colecție

### Formarea colecției
În 1968, Franța a creat o lege care permite moștenitorilor să plătească taxe de moștenire cu opere de artă în loc de bani, atât timp cât arta este considerată o contribuție importantă la patrimoniul cultural francez. Aceasta este cunoscută ca o dare și este permisă numai în circumstanțe excepționale. Dominique Bozo, curator al muzeelor naționale, a selectat acele lucrări care urmau să devină dări Picasso. Această selecție a fost revizuită de Jean Leymarie și a fost ratificată în 1979. Ea conținea lucrarea lui Picasso în toate tehnicile și din toate perioadele și este deosebit de rară în ceea ce privește colecția excelentă de sculpturi. După moartea lui Jacqueline Picasso în 1986, fiica ei s-a oferit să plătească impozitele pe moșteniri printr-o nouă dare. Colecția s-a extins și printr-o serie de lucrări obținute prin achiziție și cadouri. 